# Hubertus Mol
Hubertus Antonius Maria Mol (Roosendaal, 6 mei 1914 - Hattingen, 13 april 1943) was een Nederlands priester en verzetsman tijdens de Tweede Wereldoorlog.

## Achtergrond
Hubertus Mol werd geboren in een middenstandsgezin. Hij was de zoon van Henricus Mol en Maria Elisabeth Roovers. Vader Mol was koperslager en had een winkel in onder andere loodgietersmaterialen.
Op 13-jarige leeftijd vertrok Mol naar het St. Louis te Oudenbosch, hij verbleef hier maar één jaar. Daarna ging hij naar het Kleinseminaire Ypelaar Breda en in 1932 naar het Grootseminaire in Hoeven. Na de wijding van subdiaken en diaken werd hij op 25 mei 1940 door bisschop mgr. Petrus Hopmans tot priester gewijd. Op vrijdag 29 november 1940 werd hij kapelaan van de Quirinus-parochie in Halsteren.

## Oorlogsjaren
Kapelaan Mol was bijzonder actief voor de katholieke jeugd, hij gaf leiding aan de "Jonge Wacht" een vereniging die tijdens de Tweede Wereldoorlog verboden werd door de Duitse bezetter. Ook begon hij een mondharmonicaclub die niet aangesloten was bij de Kultuurkamer, hoewel dat verplicht was. Mol beschikte over een radio afgestemd op Radio Oranje.
Op 7 oktober 1942 werd Kapelaan Mol gearresteerd, hij was verraden door een NSB'er te Halsteren. Hij werd veroordeeld voor het luisteren naar Radio Oranje, het voortzetten van verboden jeugdverenigingen en hulp bieden aan onderduikers. Hij werd afgevoerd naar Breda daarna naar Utrecht, veroordeeld in Den Haag en afgevoerd naar de "Zentralgefängnis" te Bochum, daarna te werk gesteld op de "Henrichshütte" in Hattingen.
Op 13 april 1943 werd Hubertus Mol geliquideerd. Aan de familie werd medegedeeld dat hij aan een longaandoening was overleden. Een onderzoek na de oorlog bracht aan het licht dat hij was overleden door een nekschot. De rekening van de begrafenis werd gestuurd naar zijn vader. In ruil voor het betalen van de rekening kreeg de familie de weinige eigendommen van Hubertus. Pas in 1990 werd de ware toedracht medegedeeld aan de familie.
Toen het Duitse gezag erachter kwam dat er een priester was gedood, besloot het Mol te begraven op de begraafplaats van de Petrus und Paulus-kerk te Hattingen, in 1951 was er een herbegrafenis in Roosendaal. In 1981 kreeg Mol zijn laatste rustplaats op het Ereveld Loenen.

## Herinnering
In Hattingen ligt op de plaats waar Mol is vermoord een Stolperstein, ook in Roosendaal voor zijn geboortehuis ligt een Stolperstein. In Halsteren is de Kapelaan Molstraat naar hem vernoemd. Ook aan de oude kerk in Halsteren staat zijn naam op het oorlogsmonument.